# 鄰乙氧苯甲酰胺
鄰乙氧苯甲酰胺（ethenzamide、2-ethoxybenzamide、乙水楊胺、乙柳酰胺、乙氧基苯醯胺）是一種常用的止痛與抗炎性藥物，用於緩解發燒、頭痛及其他輕微的疼痛。它也是許多普通感冒藥、以及許多處方鎮痛藥的成分。

## 外部連結
- Ethenzamide - Drugs.com （页面存档备份，存于）
- Ethenzamide - Drug Monograph - DrugInfoSys.com （页面存档备份，存于）
- Ethenzamide | C9H11NO2 - PubChem （页面存档备份，存于）

Template:Prostanoid signaling modulators